# Hypodiscus aristatus
Hypodiscus aristatus är en gräsväxtart som först beskrevs av Carl Peter Thunberg, och fick sitt nu gällande namn av Christian Ferdinand Friedrich von Krauss. Hypodiscus aristatus ingår i släktet Hypodiscus och familjen Restionaceae. Inga underarter finns listade i Catalogue of Life.